# Grossjöberget
Grossjöberget är ett berg och naturreservat i Bollnäs kommun i Hälsingland.
Området är skyddat som naturreservat sedan 1998 och är 422 hektar stort. Det är beläget 2 mil nordost om Bollnäs och består till stor del av brandpräglad skog, myr och vatten.
Det är ett kuperat och omväxlande skogsområde. Berget med samma namn reser sig 100 meter över Grossjöns yta. Ett flertal bränder har härjat i området vilket präglat skogen. Senast 1933 brann stora delar av området. Enstaka tallar har överlevt bränderna och är ända upp till 300 och 400 år gamla. Som en följd av skogsbränderna är inslaget av lövträd stort.
I bäckdalen nedanför Aborrtjärnen finns stora naturvärden. Där växer asp, jättegranar, lind, lönn, träjon, trolldruva och strutbräken. På sluttningsmyren ner mot Grossjön växer orkidéer och gräsull. I övrigt har naturreservatet en artrik moss-, lav- och svampflora.

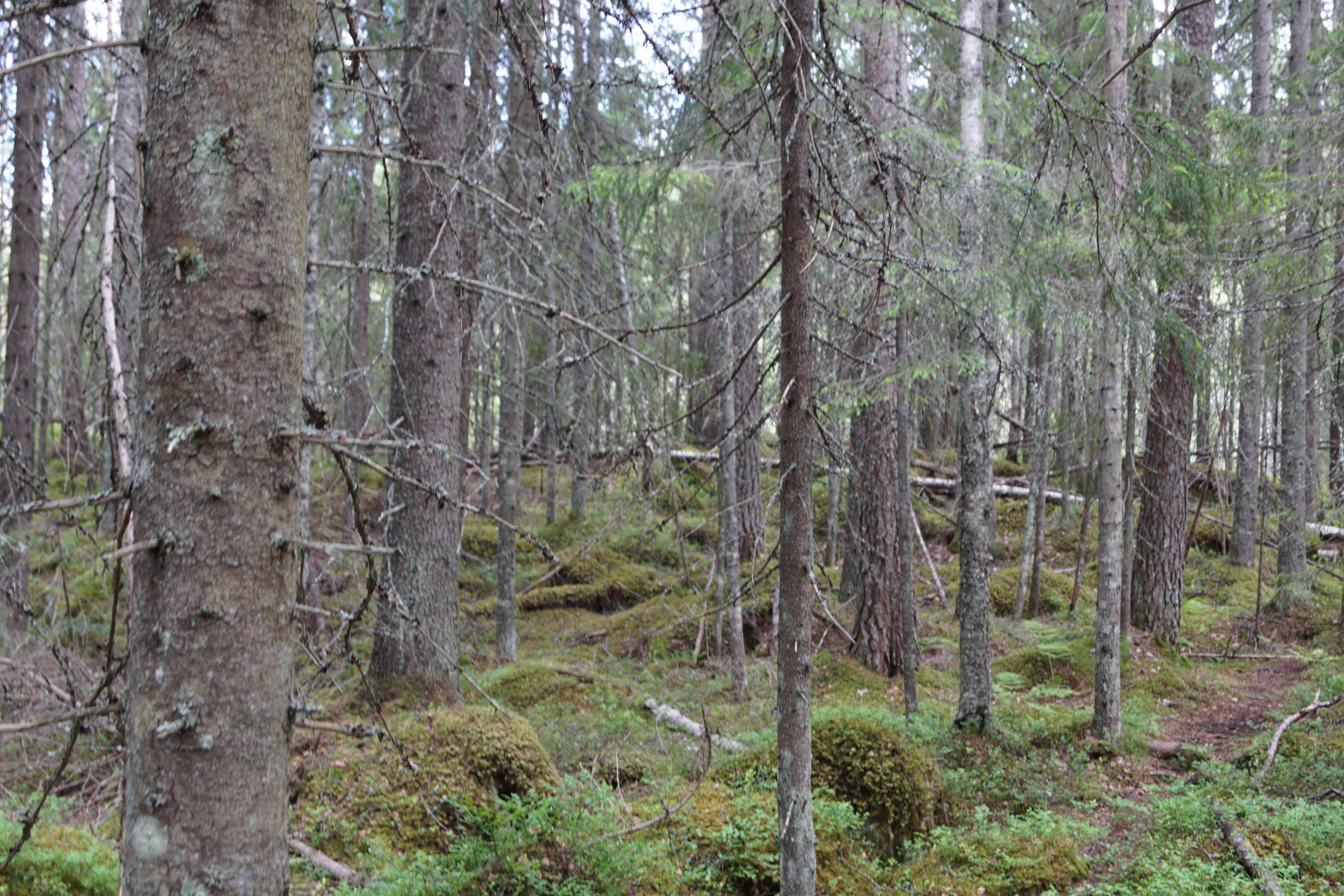
Bäckdalen nedanför Abborrtjärnen.
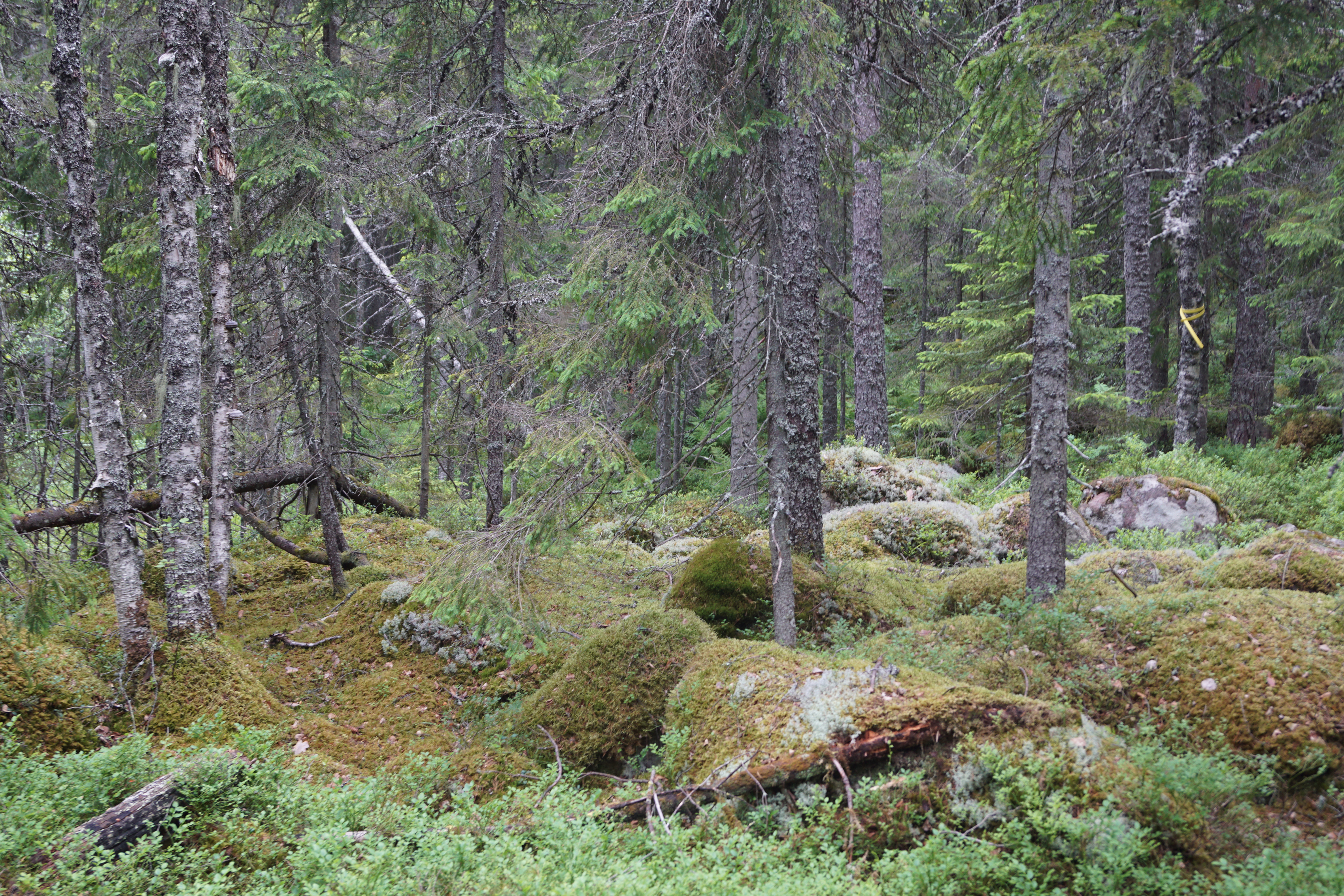
Bäckdalen nedanför Abborrtjärnen.
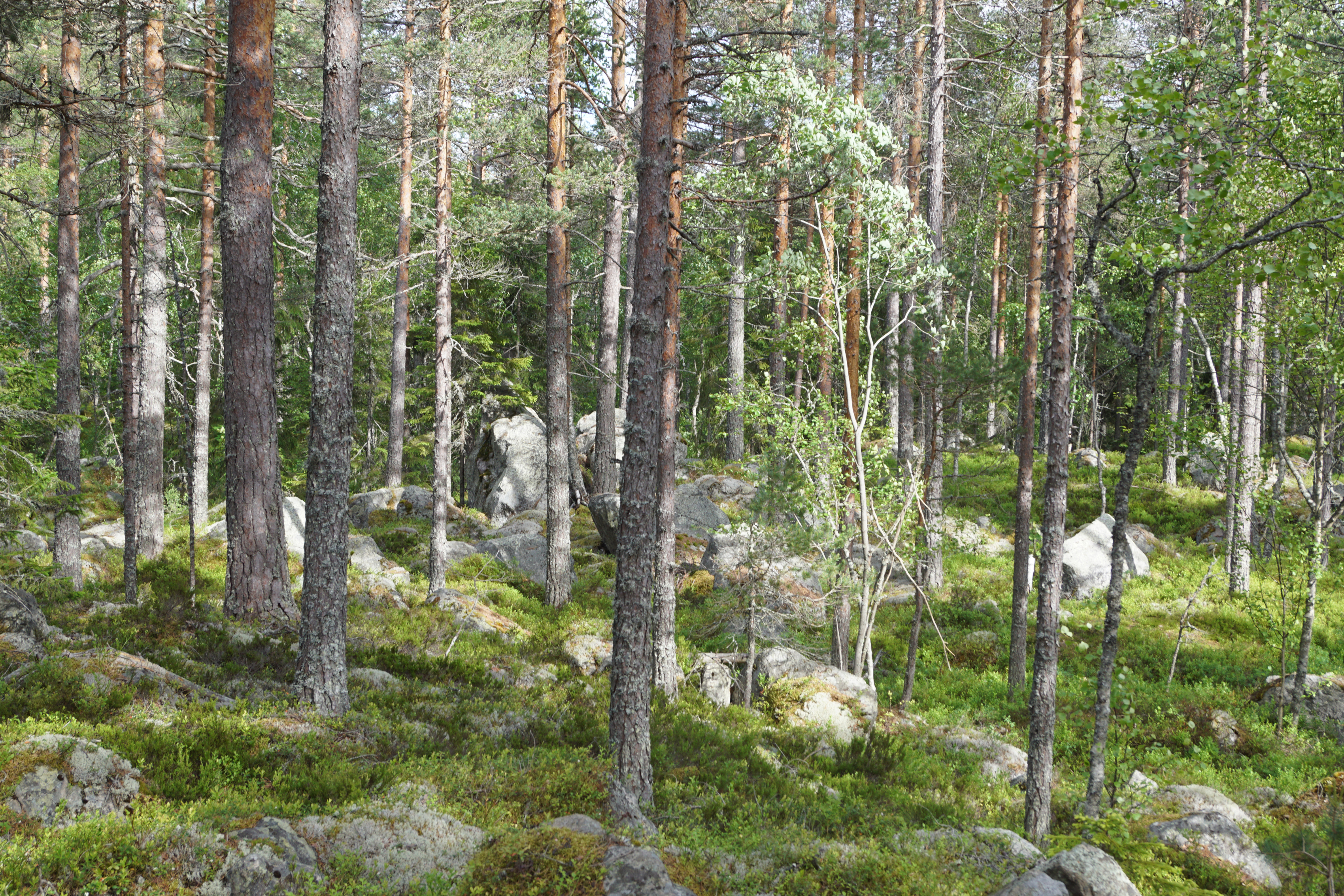
Bäckdalen nedanför Abborrtjärnen.
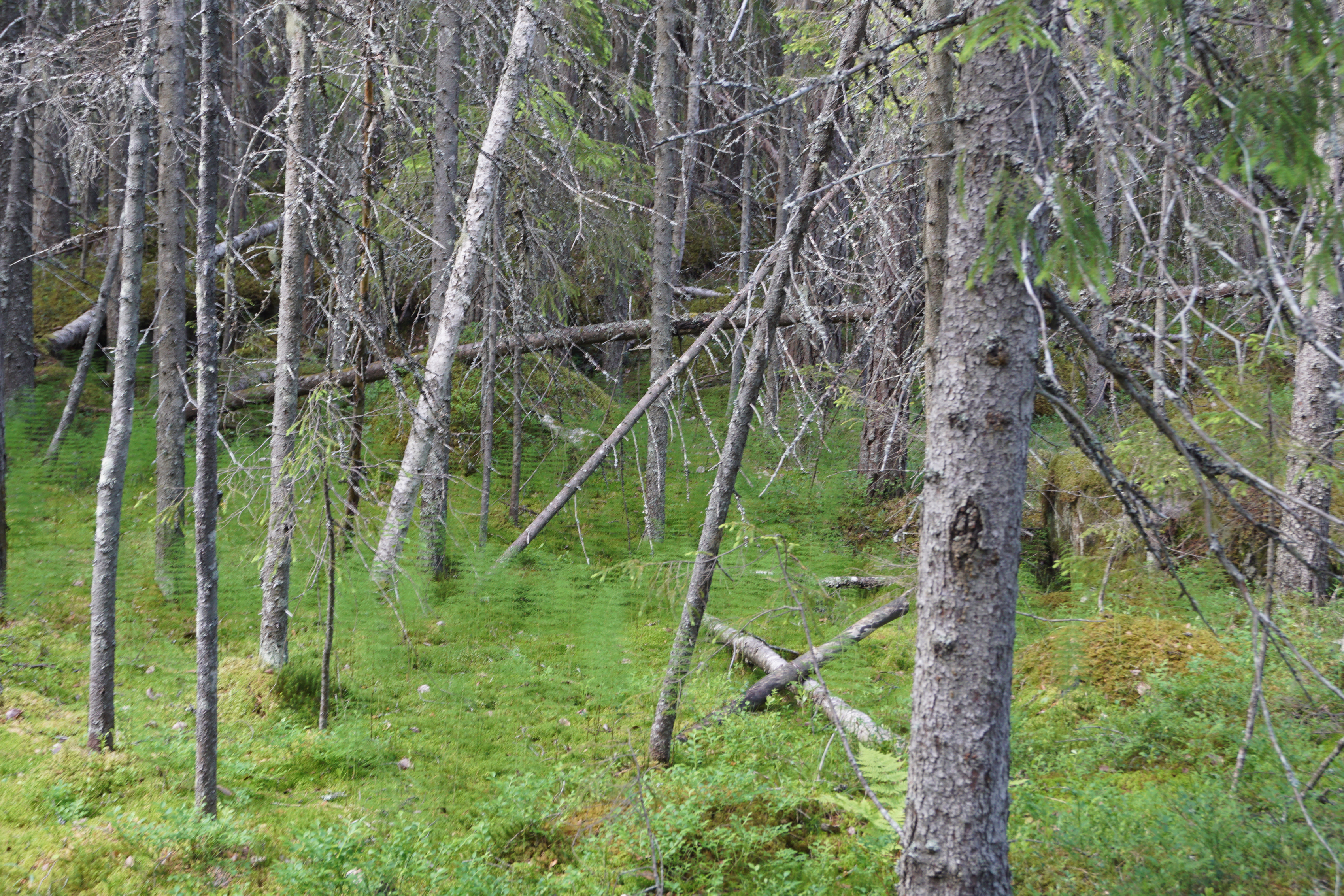
Bäckdalen nedanför Abborrtjärnen.